# Ocellots i ocellets
Ocellots i ocellets (títol original en italià: Uccellacci e uccellini) és una pel·lícula italiana dirigida per Pier Paolo Pasolini, estrenada el 1966. Ha estat doblada al català.

## Argument

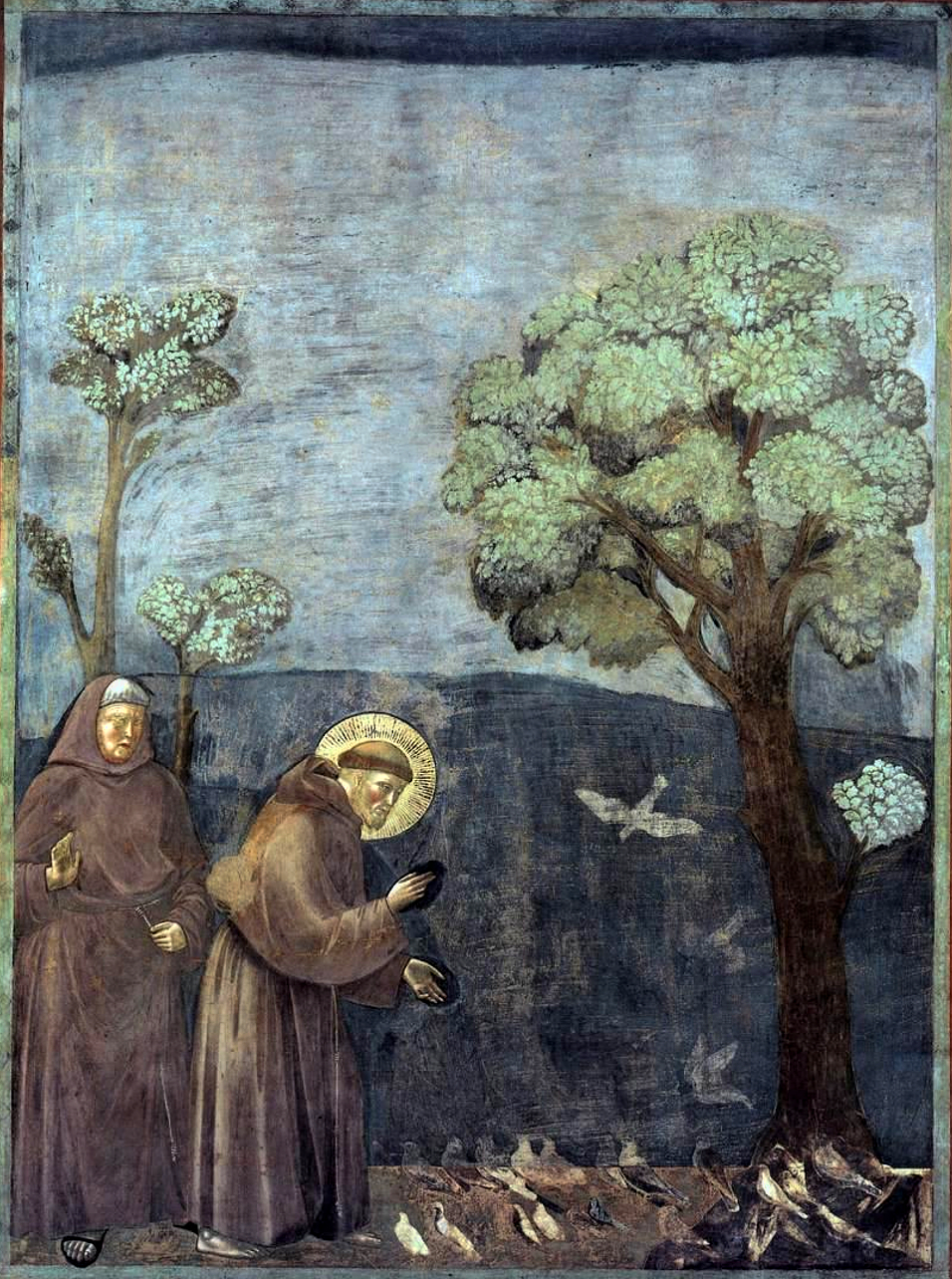
Francesc d'Assis predicant als ocells (adaptació de les Fioretti) per Giotto

Totò i el seu fill Ninetto erren per la perifèria i els camps que envolten Roma. Fent camí, troben un corb. La pel·lícula precisa en un subtítol: «Per qui tingui dubtes o ha estat distret, recordem que el corb és un intel·lectual d'esquerra, diguem-ho així, d'abans de la mort de Palmiro Togliatti. » El corb els conta el relat de germà Ciccillo i de germà Ninetto (també interpretats per Totò i Ninetto Davoli), dos frares franciscans a qui Sant Francesc ordena d'evangelitzar els falcons (els rics) i els moixons (els pobres). Tot i que els dos monjos aconsegueixen evangelitzar les dues «classes» d'ocells, fracassen a posar fi a la seva rivalitat, els falcons continuen matant els moixons: sant Francesc els explica la guerra en una perspectiva marxista i els convida a reprendre la seva evangelització.
Tancat el parèntesi del relat del corb, el viatge de Totò i Ninetto continua. El corb els segueix i continua perorant. Els personatges troben de manera successiva: terratinents en el camp que cacen; una família que viu en la misèria i a qui Totò ordena pagar o marxar de casa; un grup d'actors ambulants a bord d'un Cadillac; un congrés de «dentistes dantescos»; un propietari que, aquesta vegada, deu diners a Totò. Finalment, es troben al funeral del dirigent comunista Togliatti i hi troben una prostituta.
Al final de la pel·lícula, els dos, cansats de la xerrameca del corb, el maten i se'l mengen.

## Repartiment
- Totò: Innocenti Totò / Germà Cicillo
- Ninetto Davoli: Innocenti Ninetto / Germà Ninetto
- Femi Benussi: Luna
- Umberto Bevilacqua: Incensurato
- Renato Capogna
- Alfredo Leggi
- Renato Montalbano
- Flaminia Siciliano
- Giovanni Tarallo: pagès afamat
- Vittorio Vittori: Ciro Lococo
- Gabriele Baldini: dentista de Dante
- Lina D'Amico
- Pietro Davoli
- Rossana Di Rocco: companya de Ninetto
- Cesare Gelli :
- Vittorio La Paglia :
- Francesco Leonetti: corb (veu)
- Domenico Modugno: el cantant de balades (veu)
- Rosina Moroni: pagès
- Mario Pennisi :
- Ricardo Redi: enginyer
- Fides Stagni :

## Premis i nominacions

### Premis
- 1966: Menció especial al Festival de Canes per la seva interpretació: Totò
- 1967: Ruban d'argent Millor actor principal per Totò
- 1967: Ruban d'argent Millor guió original per Pier Paolo Pasolini

### Nominacions
- 1966: Palma d'Or.

El film ha estat classificat entre els 100 films italians a salvar, creat per destacar «les 100 pel·lícules que han canviat la memòria col·lectiva del país entre 1942 i 1978».

## Al voltant de la pel·lícula
Els genèrics de començament i de fi de la pel·lícula tenen la particularitat interessant de ser cantats.